# Albaida
Albaida (en valencien et en castillan) est une commune de la province de Valence, dans la Communauté valencienne, en Espagne. Elle est située dans la comarque de la Vall d'Albaida et dans la zone à prédominance linguistique valencienne.

## Géographie

Localisation d'Albaida
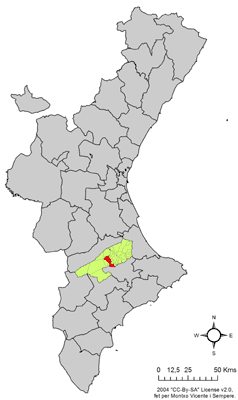
dans la Communauté valencienne.
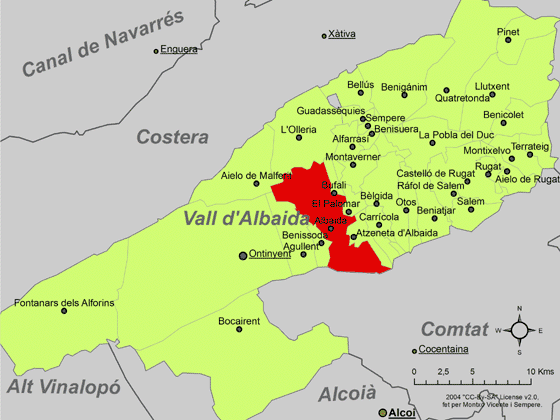
dans la comarque de la Vall d'Albaida.

Vient de l’arabe. Signifie ´ la blanche’

## Patrimoine
- Route des classiques valenciens
- Site archéologique ibère de La Covalta